# Unhyeongung
Unhyeongung (coreano: 운현궁), anche conosciuta come Residenza reale di Unhyeongung o Palazzo Unhyeongung, è un'ex residenza reale situata a Seul, in Corea del Sud. È stata la residenza del politico Heungseon Daewongun e del figlio Gojong, re di Joseon dal 1863 al 1897.

## Storia
La costruzione del Palazzo Unhyeongung è stata iniziata e conclusa nel XIV secolo, anche se le prime costruzioni furono danneggiate o rase al suolo durante le invasioni giapponesi della Corea; tuttavia, alcune di queste sono rimaste intatte. Sotto il regno di regina madre Jo, la struttura venne notevolmente ampliata e rinnovata: venne utilizzato in particolare il legno, rendendo il palazzo più moderno rispetto al livello dell'epoca.
Durante il dominio giapponese della Corea il palazzo Unhyeongung venne sottratto ai discendenti di Heungseon Daewongun. Nel 1948 tornò alla famiglia che nel 1993 lo vendette al governo di Seul, il quale finanziò la sua ristrutturazione, durata tre anni.

## Sale interne

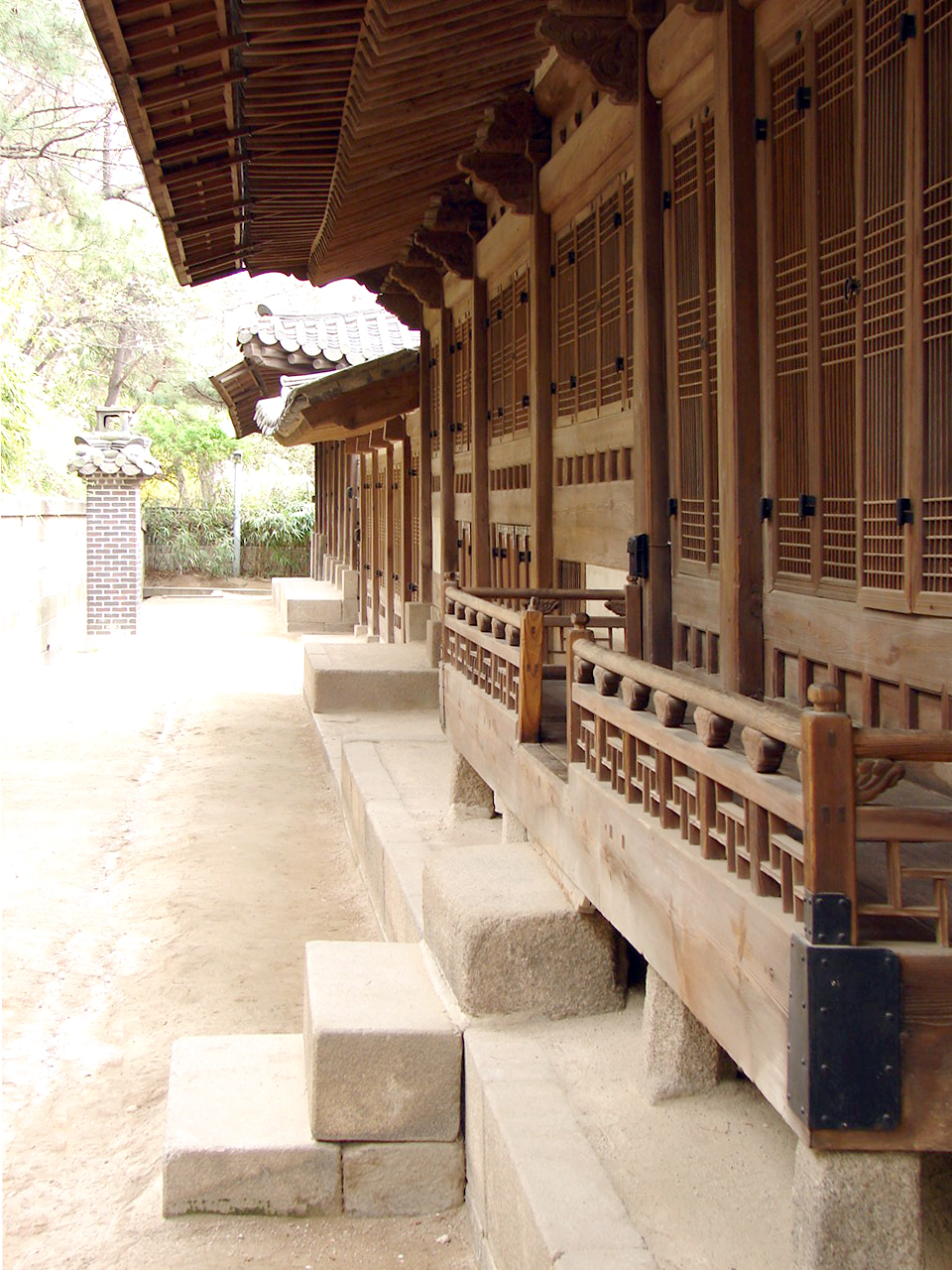
La sala Sujiksa vista dall'esterno.

All'interno, la struttura di Unhyeongung è composta da diverse sale. 

### Norakdang
La sala Norakdang era una di quelle dedicate alle donne, ed è la più estesa della struttura. La sua costruzione fu completata nel 1864, nel primo anno di regno di re Gojong, e contiene altre tredici stanze, tra cui una cucina che veniva utilizzata per le cerimone che si svolgevano nella sala Norakdang. Infatti veniva utilizzata di frequente, per esempio, per compleanni o matrimoni reali: è qui che il 21 marzo 1866 si sposarono Gojong e Myeongseong.

### Sujiksa
Nella sala Sujiksa erano ospitati gli addetti alla gestione del palazzo, come le guardie, ed erano contenuti i vestiti che indossavano per svolgere le loro mansioni.

### Noandang
Al contrario di Norakdang, questa sala era dedicata agli uomini. Era una sala dedicata al riposo: infatti, il termine "noan" significa "vecchio che è a suo agio". Come per Norakdang, anche questa sala fu terminata nel 1864, e presenta un tetto con tradizionali tegole coreane. Contiene nove stanze, e mostra anche alcuni stili architettonici caratteristici del XIX secolo. Al suo interno, infine, sono contenuti cimeli preziosi appartenuti a Heungseon Daewongun.

### Irodang
La sala Irodang era la più importante dell'intero complesso ed era la residenza delle donne, dove visse anche la moglie di Heungseon Daewongun. La sua costruzione fu completata nel 1869.

## Nozze reali
Nel palazzo Unhyeongung le ultime nozze reali furono quelle che si tennero il 21 marzo 1866 tra re Gojong e Myeongseong. Una rievocazione dell'evento si svolge nel palazzo, in primavera e in autunno di ogni anno.

## Nella cultura di massa
All'interno di Unhyeongung è stata girata la serie televisiva sudcoreana Sseulsseulhago challanhasin - Dokkaebi (titolo internazionale Guardian: The Lonely and Great God), in particolare le scene con protagonisti gli attori Lee Dong-wook e Gong Yoo. A causa di ciò, il palazzo è meta di molti fan della serie, in visita a uno dei luoghi dove sono state effettuate le sue riprese.

## Galleria d'immagini

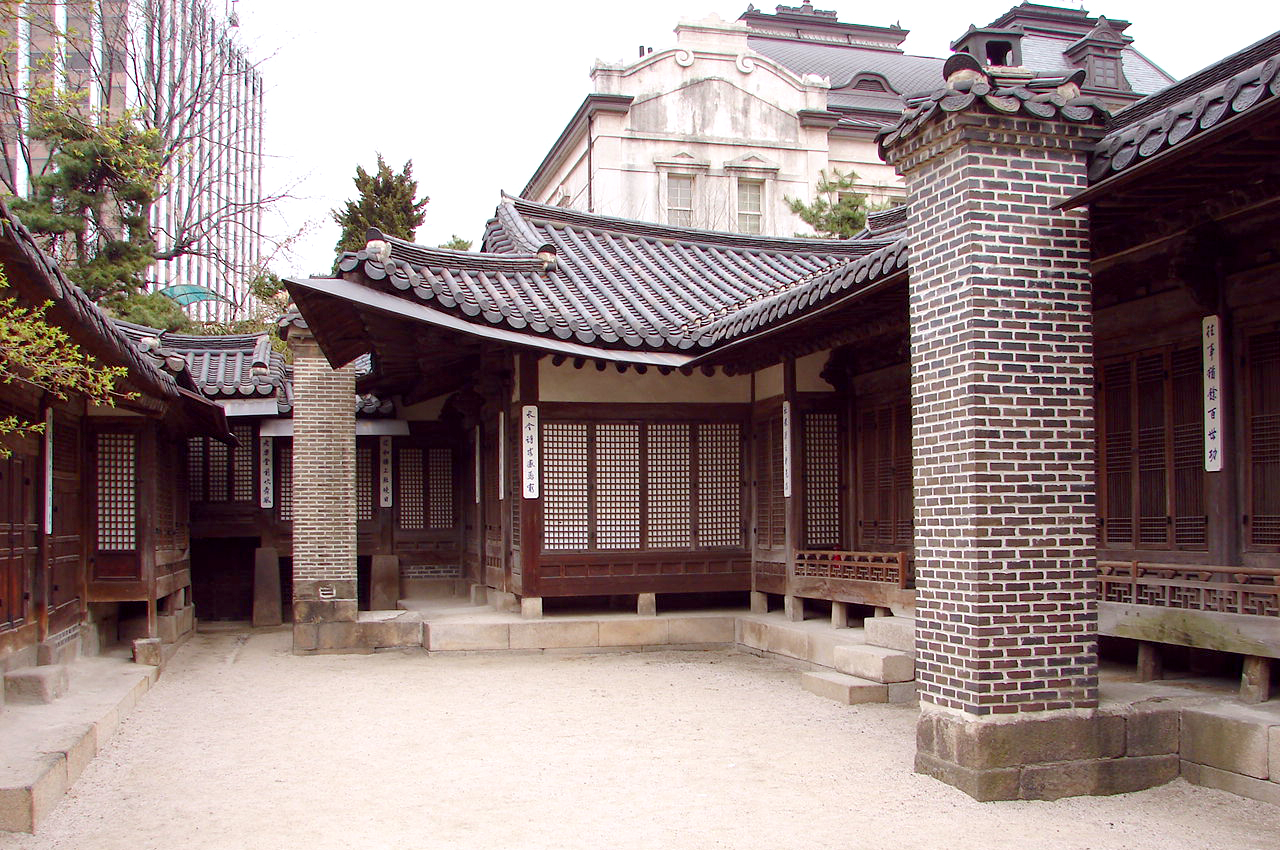
Visione del palazzo da un cortile interno.
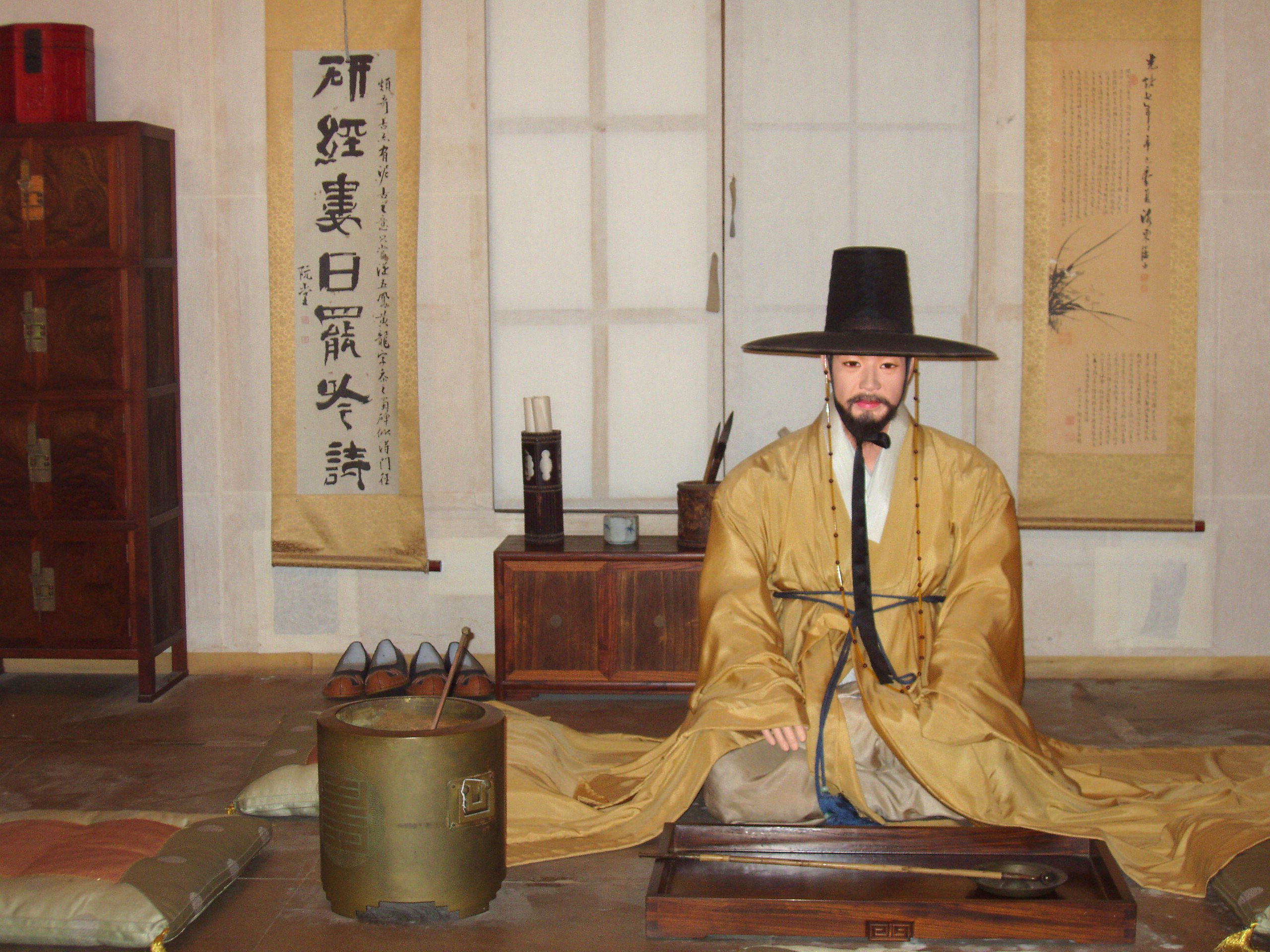
Una sala interna di Unhyeongung.
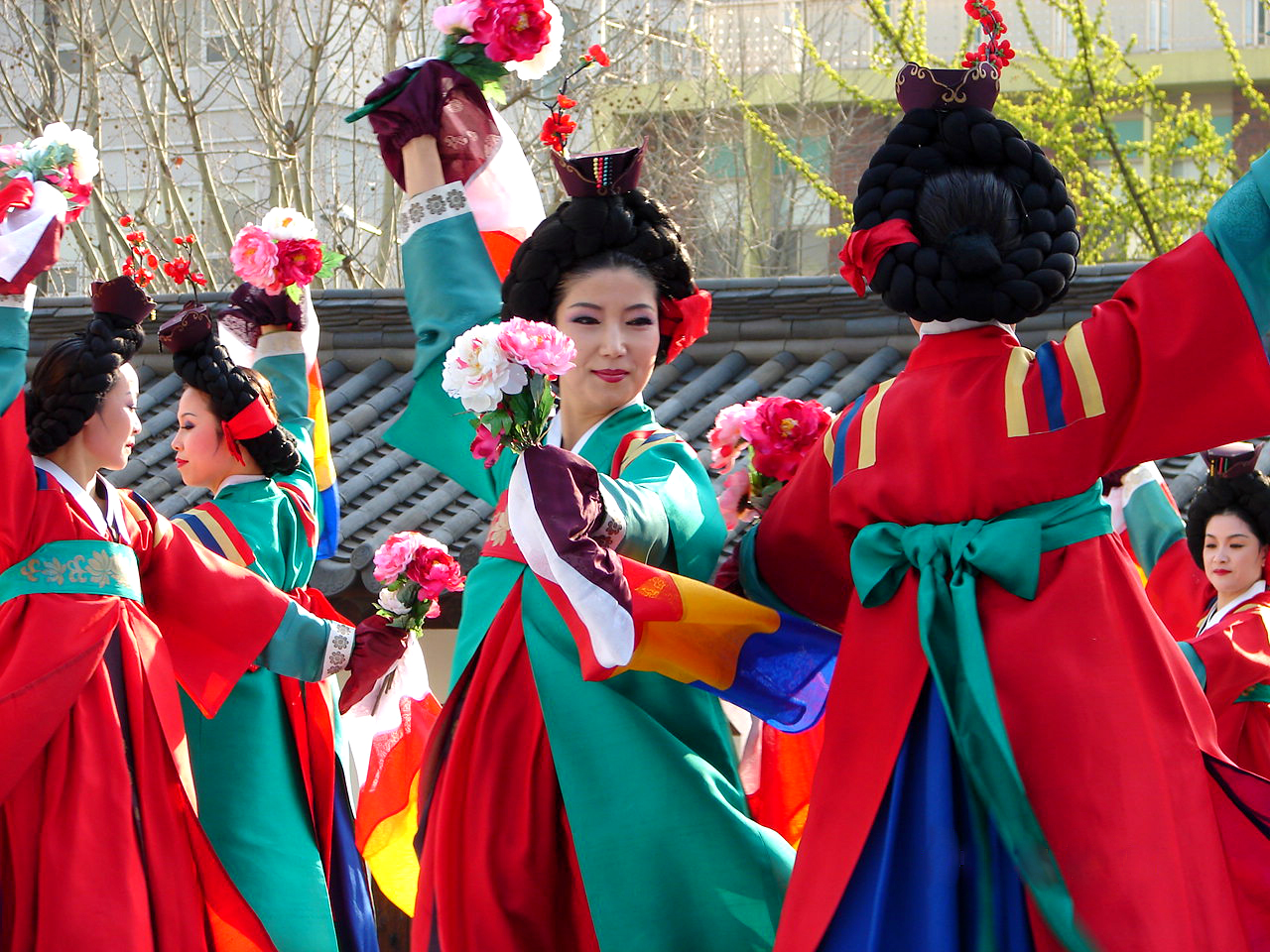
Rievocazione del matrimonio reale del 21 marzo 1866 tra re Gojong e Myeongseong.
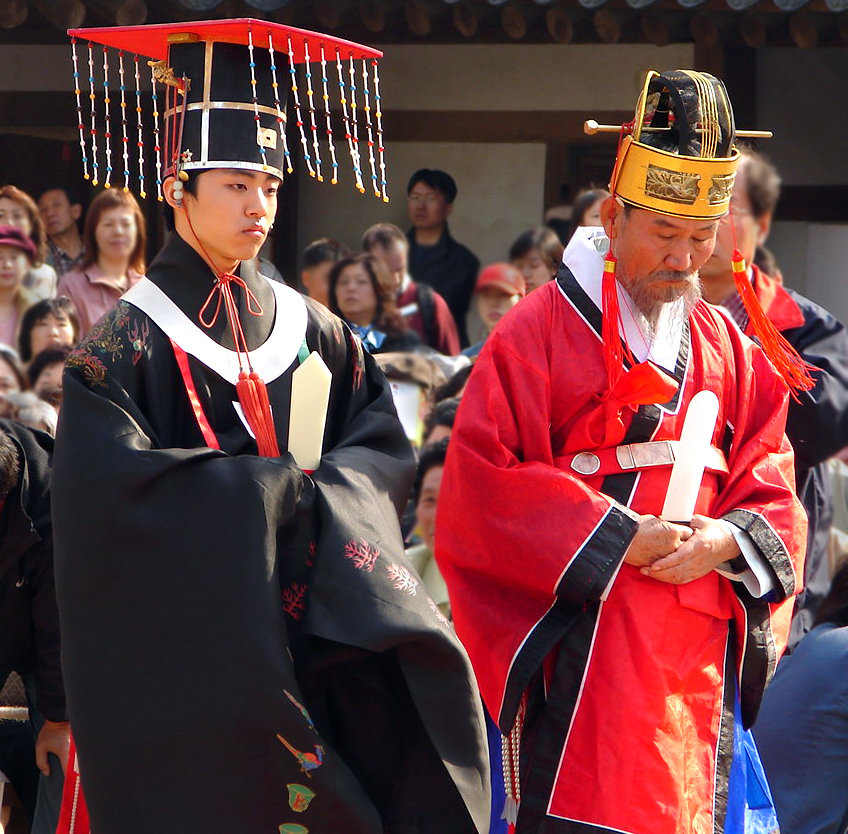
Rievocazione del matrimonio.
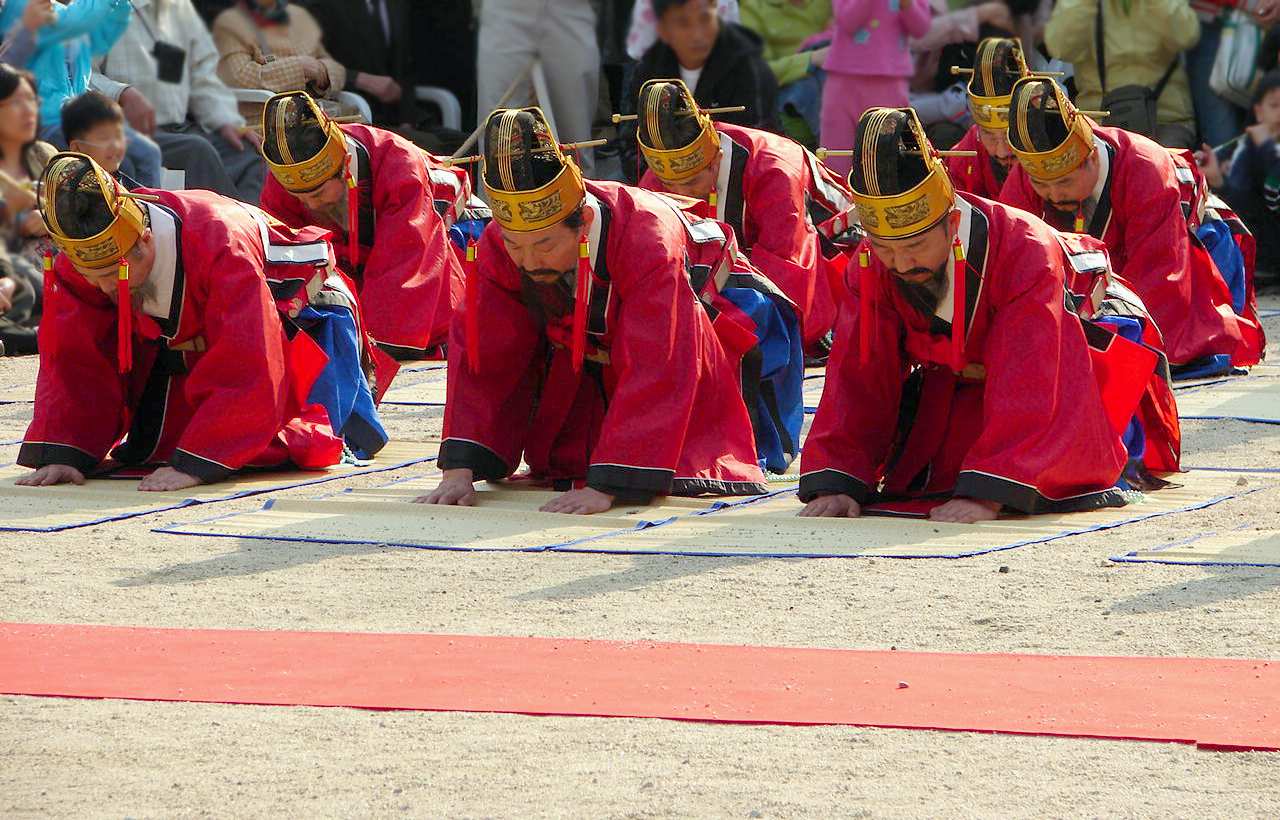
Rievocazione del matrimonio.
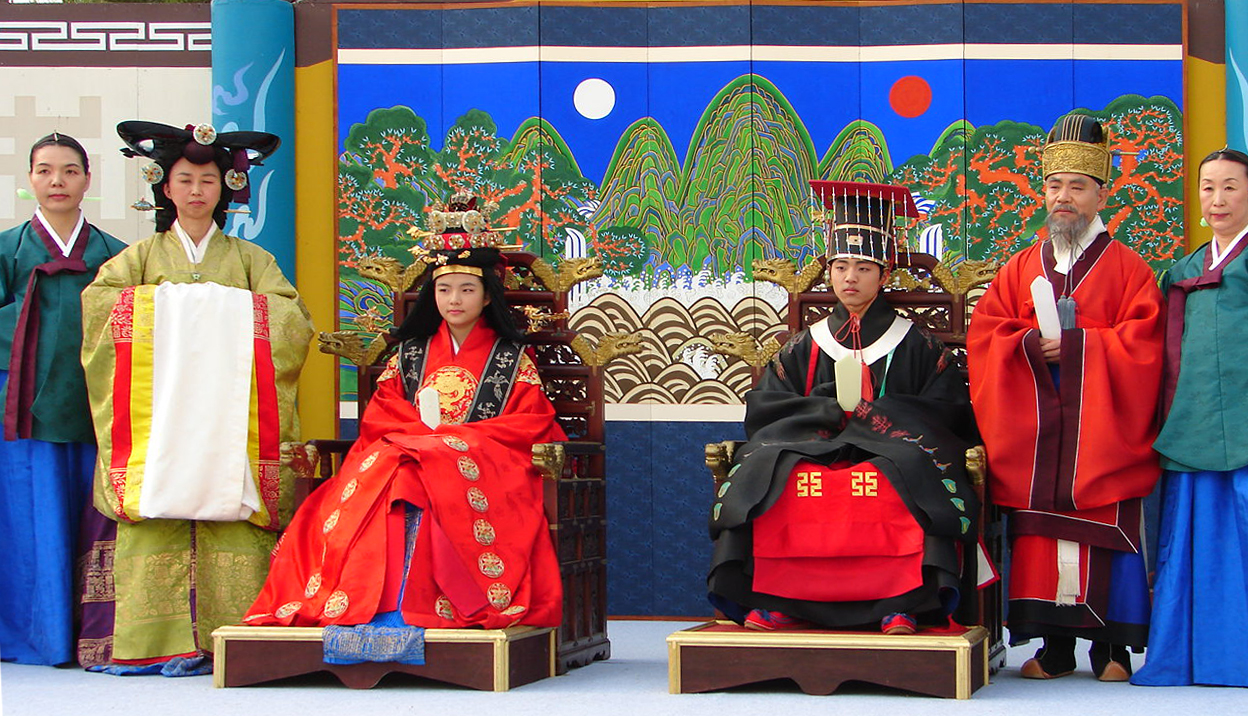
Rievocazione del matrimonio.